# (942) Romilda
Pour les articles homonymes, voir Romilda.
(942) Romilda est un astéroïde de la ceinture principale découvert le 11 octobre 1920 par l'astronome allemand Karl Reinmuth.
Sa désignation provisoire était 1920 HW.
Sa distance minimale d'intersection de l'orbite terrestre est de 1,627440 ua.